# Astragalus absentivus
Astragalus absentivus es una  especie de planta herbácea perteneciente a la familia de las leguminosas. Es originaria del Asia
Es una planta herbácea perennifolia originaria de Irán.

## Taxonomía
Astragalus absentivus fue descrita por   Ali Asghar Ramak Maassoumi y publicado en Iranian Journal of Botany 4: 128. 1988.
Etimología
Astragalus: nombre genérico que significa "hueso del tobillo" y un nombre antiguo aplicado a algunas plantas de esta familia debido a la forma de las semillas.
absentivus: epíteto